# 올리버 셀프리지

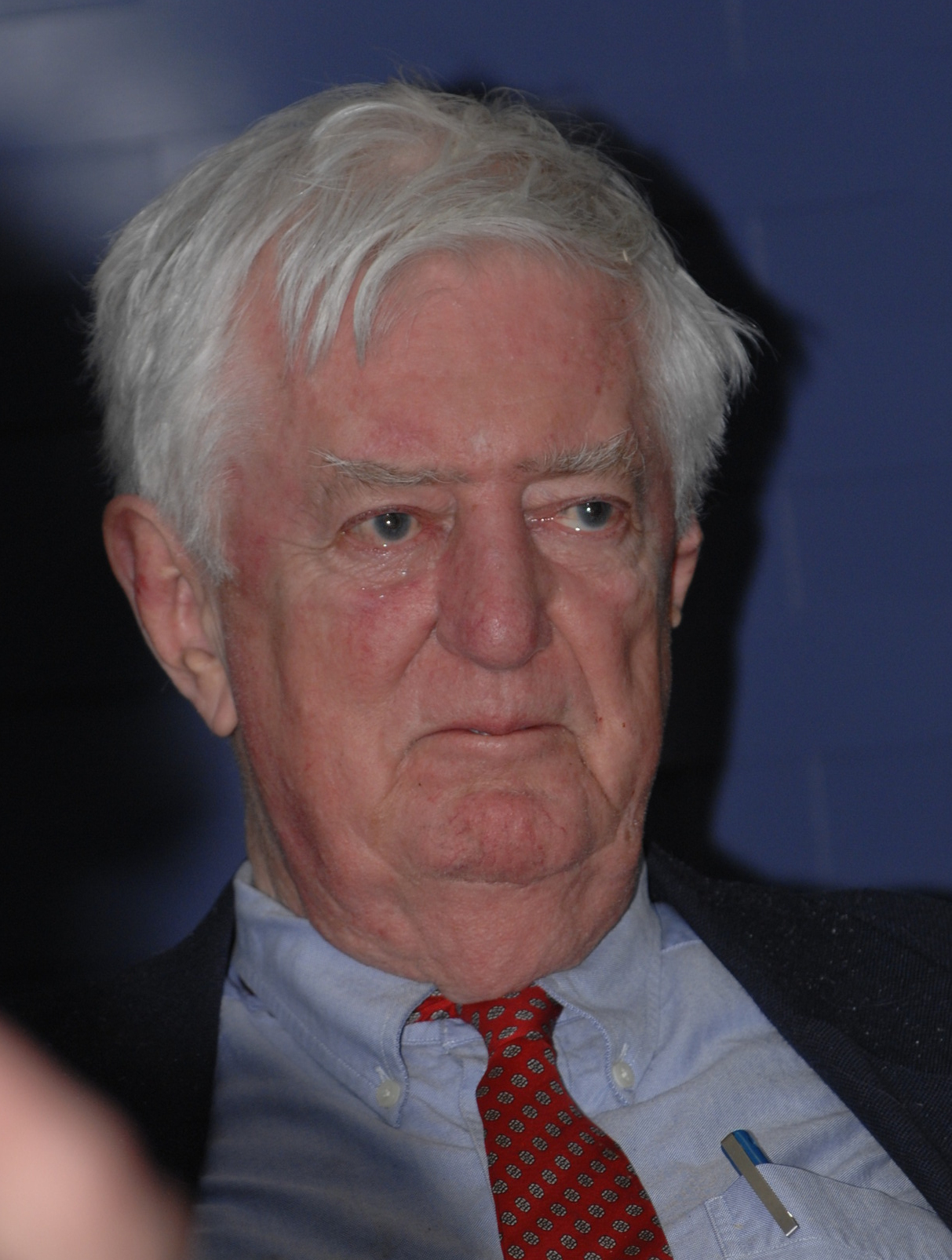
2008년 모습

올리버 셀프리지(Oliver Selfridge, 본명: 올리버 고든 셀프리지, Oliver Gordon Selfridge, 1926년 5월 10일 – 2008년 12월 3일)는 현대 인공지능의 초기 기반을 개척한 수학자이자 컴퓨터 과학자였다. 현재의 판데모니엄 아키텍처를 설명하는 1959년 논문인 "판데모니엄: 학습의 패러다임"(Pandemonium: A paradigm for learning)으로 잘 알려져 있다. "기계 인식의 아버지"라고 불린다.